# Ardisia
Ardisia är ett släkte av viveväxter. Ardisia ingår i familjen viveväxter.

## Bildgalleri

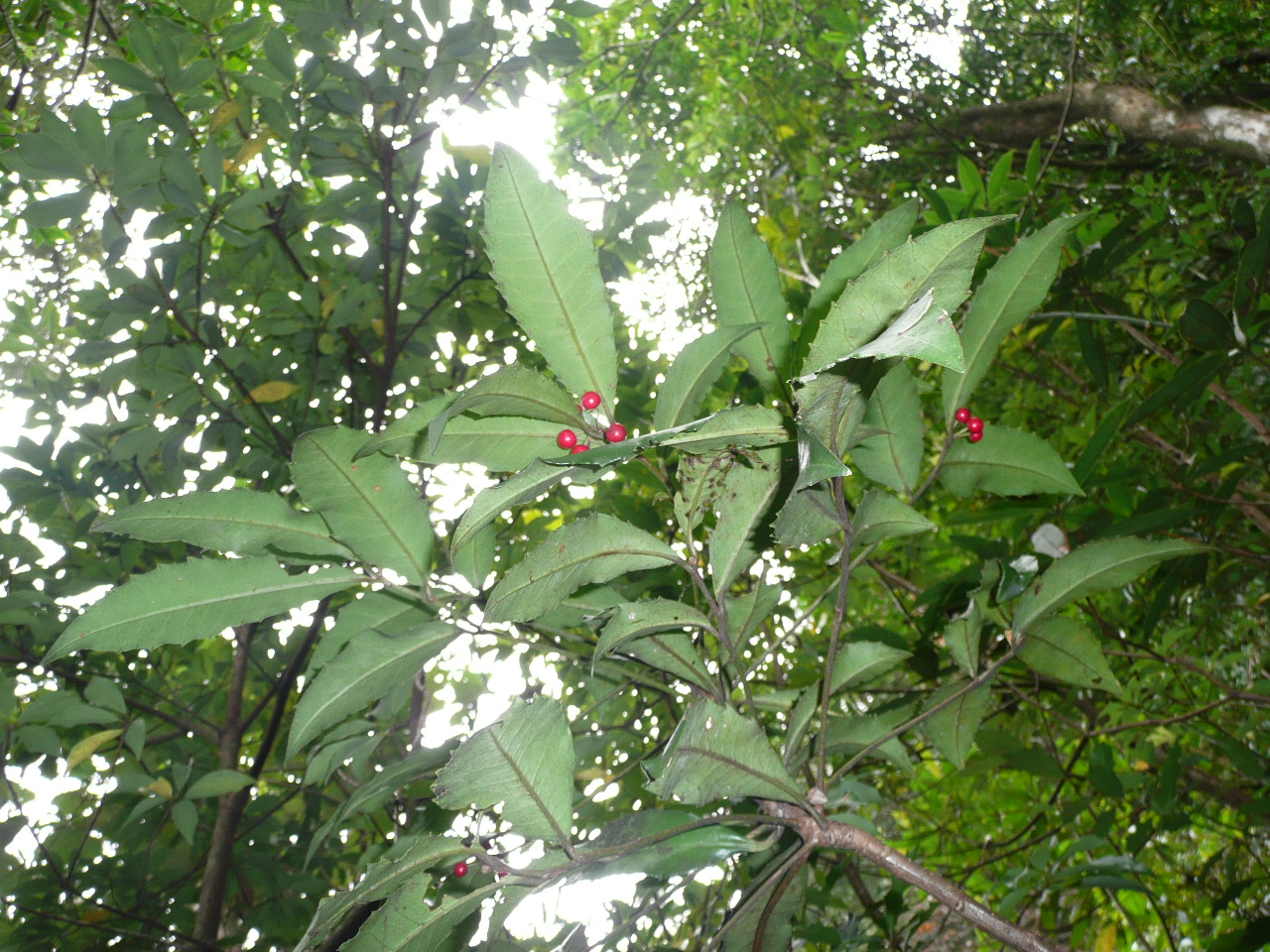
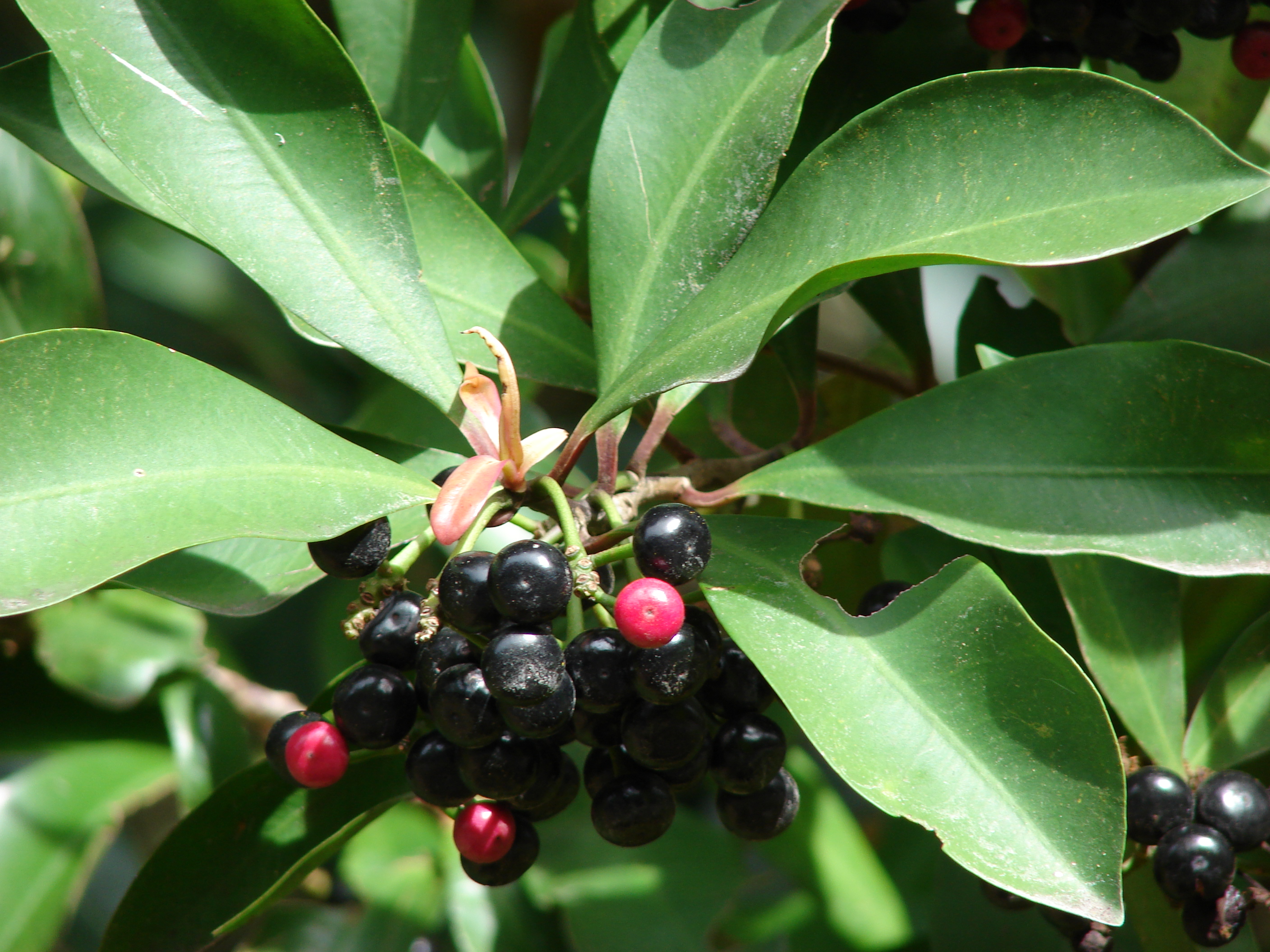
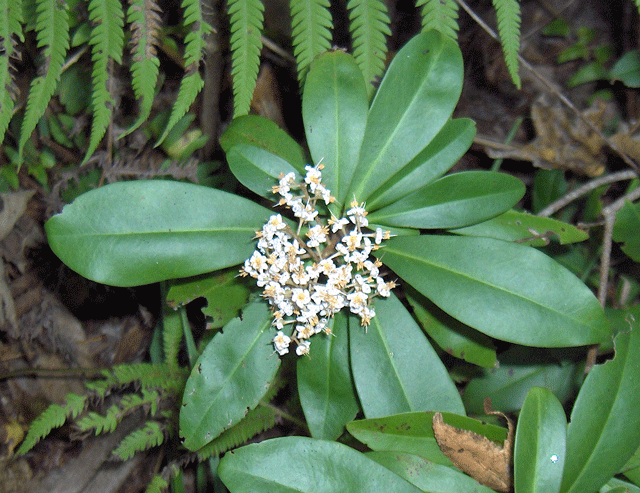
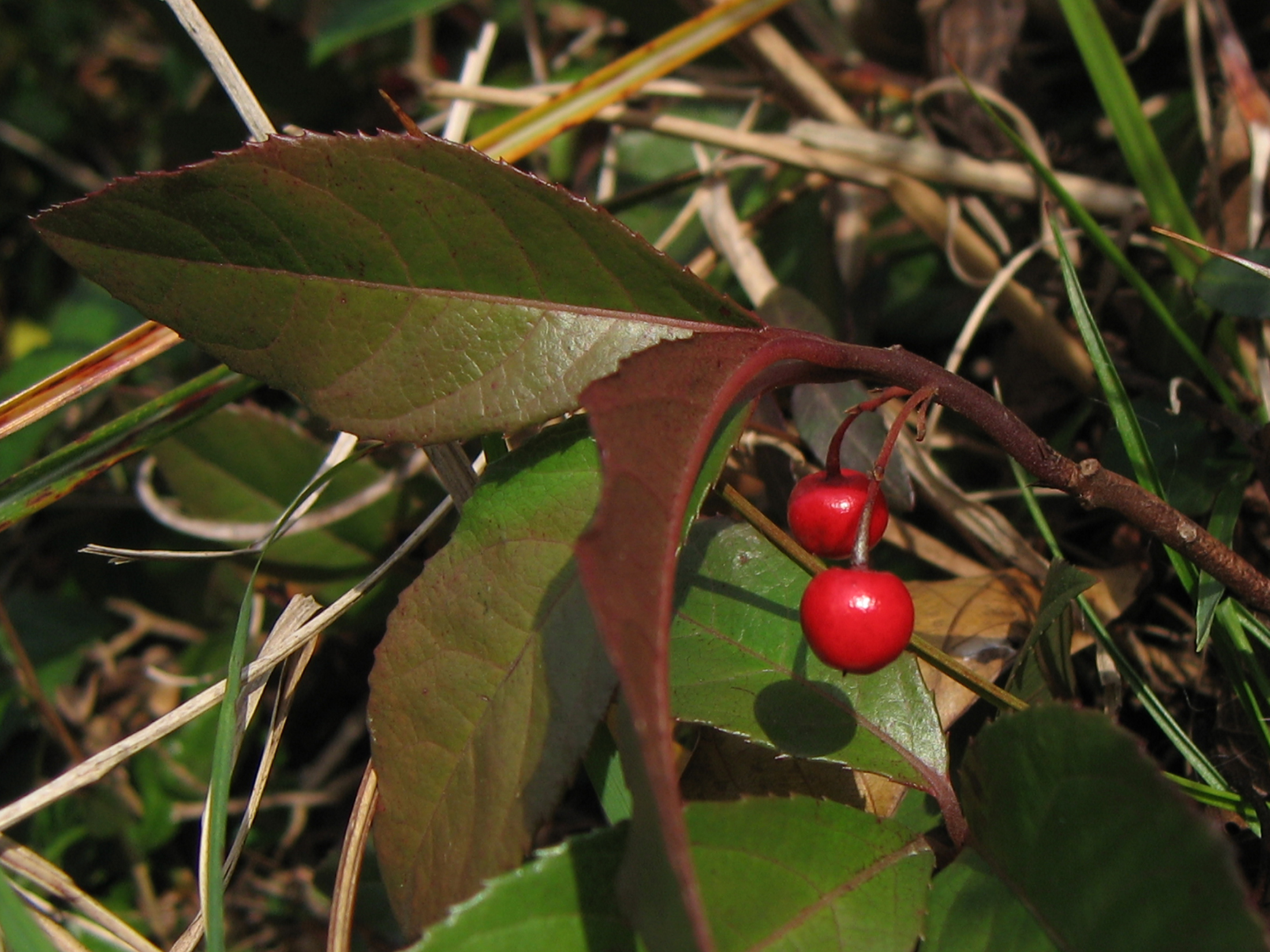
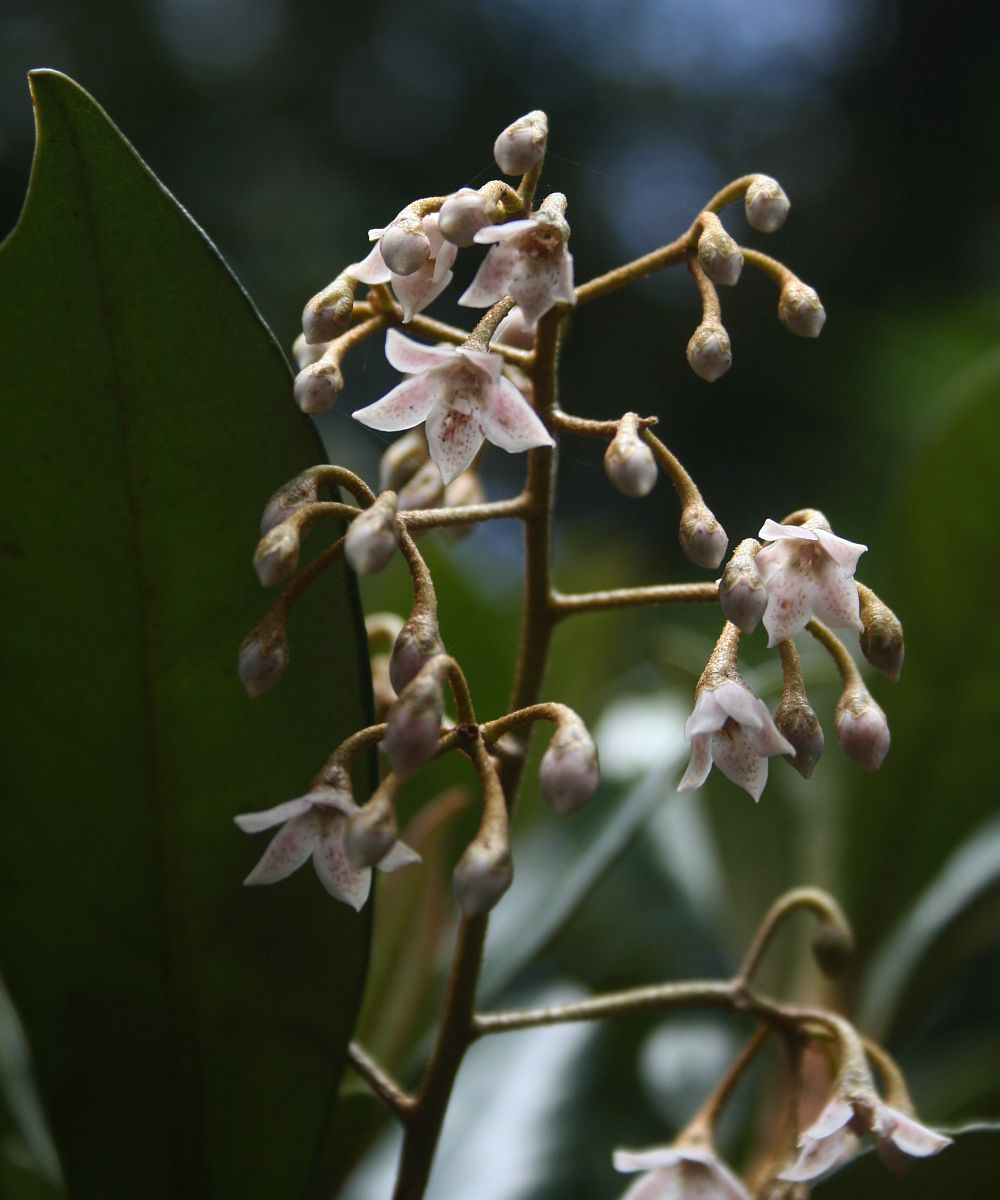
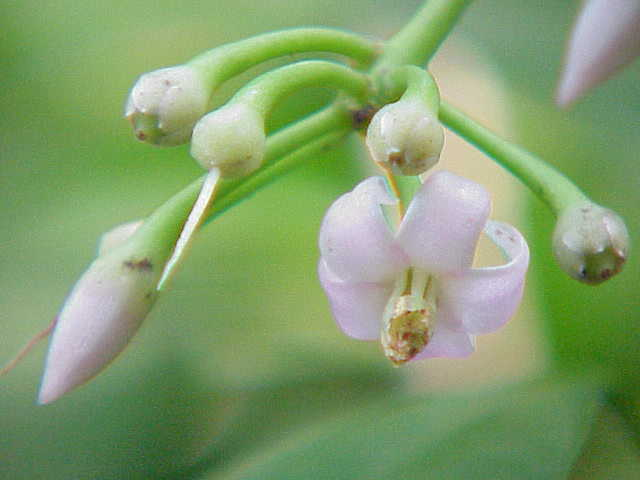

## Dottertaxa tillArdisia, i alfabetisk ordning[1]
- Ardisia aciphylla
- Ardisia adenopes
- Ardisia aequilonga
- Ardisia affinis
- Ardisia aguirreana
- Ardisia alabastro-alata
- Ardisia alajuelae
- Ardisia alata
- Ardisia alba
- Ardisia albipedicellata
- Ardisia albipetala
- Ardisia albisepala
- Ardisia albomaculata
- Ardisia albovirens
- Ardisia alstonii
- Ardisia alutacea
- Ardisia alverezii
- Ardisia alyxiifolia
- Ardisia amabilis
- Ardisia amboinensis
- Ardisia amherstiana
- Ardisia amplexicaulis
- Ardisia anaclasta
- Ardisia anchicayana
- Ardisia andamanica
- Ardisia angucianensis
- Ardisia angustata
- Ardisia angustissima
- Ardisia annamensis
- Ardisia antonensis
- Ardisia apoda
- Ardisia applanata
- Ardisia aprica
- Ardisia apsidata
- Ardisia arborea
- Ardisia arcuata
- Ardisia argentea
- Ardisia artemata
- Ardisia asymmetrica
- Ardisia atrobullata
- Ardisia atropurpurea
- Ardisia atrovirens
- Ardisia attenuata
- Ardisia aurantiaca
- Ardisia auriculata
- Ardisia austin-smithii
- Ardisia awarum
- Ardisia avendanoi
- Ardisia bakeri
- Ardisia balansana
- Ardisia bambusetorum
- Ardisia bamendae
- Ardisia bampsiana
- Ardisia banaensis
- Ardisia banghamii
- Ardisia baotingensis
- Ardisia baracoensis
- Ardisia barnesii
- Ardisia bartlettii
- Ardisia basilanensis
- Ardisia bastonalensis
- Ardisia batangaensis
- Ardisia bawae
- Ardisia baviensis
- Ardisia beccariana
- Ardisia bekomiensis
- Ardisia belaitensis
- Ardisia belingaensis
- Ardisia bella
- Ardisia betongensis
- Ardisia bifaria
- Ardisia biflora
- Ardisia biniflora
- Ardisia bisumbellata
- Ardisia blatteri
- Ardisia blepharodes
- Ardisia borneensis
- Ardisia botryosa
- Ardisia brachypoda
- Ardisia brachythyrsa
- Ardisia brackenridgei
- Ardisia bractescens
- Ardisia brandisiana
- Ardisia brasiliensis
- Ardisia brassiella
- Ardisia brassii
- Ardisia breedlovei
- Ardisia brenesii
- Ardisia brevicaulis
- Ardisia brevipedata
- Ardisia brevipes
- Ardisia brevipetiolata
- Ardisia breviramea
- Ardisia brevis
- Ardisia brittonii
- Ardisia brunnescens
- Ardisia buesgenii
- Ardisia burgeri
- Ardisia byrsonimae
- Ardisia cabrerae
- Ardisia cadieri
- Ardisia calavitensis
- Ardisia caloneura
- Ardisia calophylla
- Ardisia calophylloides
- Ardisia calvarioana
- Ardisia cameronensis
- Ardisia campanensis
- Ardisia capillipes
- Ardisia capitellata
- Ardisia capuronii
- Ardisia cardenasii
- Ardisia cardiophylla
- Ardisia carlsonae
- Ardisia carnea
- Ardisia carnosicaulis
- Ardisia cartagoana
- Ardisia castaneifolia
- Ardisia catharinensis
- Ardisia caudata
- Ardisia caudatifolia
- Ardisia caudifera
- Ardisia caudiferoides
- Ardisia celebica
- Ardisia chahalana
- Ardisia chevalieri
- Ardisia chiapensis
- Ardisia chinensis
- Ardisia chiriquiensis
- Ardisia chocoana
- Ardisia chrysophyllifolia
- Ardisia clavelligera
- Ardisia clemensii
- Ardisia coarcta
- Ardisia cockburniana
- Ardisia cogolloi
- Ardisia colombiana
- Ardisia colonensis
- Ardisia coloradoana
- Ardisia comosa
- Ardisia compressa
- Ardisia confertiflora
- Ardisia confusa
- Ardisia congesta
- Ardisia congestiflora
- Ardisia conglomerata
- Ardisia conoidea
- Ardisia conraui
- Ardisia conspersa
- Ardisia contrerasii
- Ardisia conzattii
- Ardisia copelandii
- Ardisia copeyana
- Ardisia coriacea
- Ardisia cornudentata
- Ardisia corymbifera
- Ardisia costaricensis
- Ardisia crassa
- Ardisia crasseovata
- Ardisia crassipedicellata
- Ardisia crassipes
- Ardisia crassiramea
- Ardisia crassiuscula
- Ardisia creaghii
- Ardisia crenata
- Ardisia crispa
- Ardisia croatii
- Ardisia crotonifolia
- Ardisia cumingiana
- Ardisia cuneata
- Ardisia curranii
- Ardisia curtiflora
- Ardisia curtipes
- Ardisia curvistyla
- Ardisia curvula
- Ardisia cymosa
- Ardisia daphinifolia
- Ardisia darienensis
- Ardisia darlingii
- Ardisia dasyneura
- Ardisia dasyrhizomatica
- Ardisia davidsei
- Ardisia dawnaea
- Ardisia decurviflora
- Ardisia dekinderi
- Ardisia deminuta
- Ardisia demissa
- Ardisia denhamioides
- Ardisia denigrata
- Ardisia densiflora
- Ardisia densilepidotula
- Ardisia densipunctata
- Ardisia denticulata
- Ardisia dewildei
- Ardisia dewitiana
- Ardisia devogelii
- Ardisia devredii
- Ardisia dichropetala
- Ardisia dictyoneura
- Ardisia didymopora
- Ardisia diffusa
- Ardisia digitata
- Ardisia divergens
- Ardisia diversifolia
- Ardisia diversilimba
- Ardisia dodgei
- Ardisia doeringiana
- Ardisia dolichocalyx
- Ardisia dom
- Ardisia dukei
- Ardisia dumicola
- Ardisia dunlapiana
- Ardisia duripetala
- Ardisia dwyeri
- Ardisia ebingeri
- Ardisia ebo
- Ardisia ebolowensis
- Ardisia eciliata
- Ardisia eglandulosa
- Ardisia elliptica
- Ardisia elmeri
- Ardisia elocellata
- Ardisia ensifolia
- Ardisia escallonioides
- Ardisia esculenta
- Ardisia etindensis
- Ardisia eucuneata
- Ardisia eugenioides
- Ardisia evrardii
- Ardisia faberi
- Ardisia fasciculata
- Ardisia fasciculiflora
- Ardisia ferox
- Ardisia ferrugineopilosa
- Ardisia ficifolia
- Ardisia filiformis
- Ardisia filipendula
- Ardisia filipes
- Ardisia fimbriata
- Ardisia fimbrillifera
- Ardisia flavida
- Ardisia fletcheri
- Ardisia florida
- Ardisia foetida
- Ardisia foliosa
- Ardisia folsomii
- Ardisia forbesii
- Ardisia fordii
- Ardisia foreroi
- Ardisia fortis
- Ardisia foveolata
- Ardisia fruticosa
- Ardisia fuertesii
- Ardisia fuliginosa
- Ardisia fulva
- Ardisia furfuracea
- Ardisia furfuracella
- Ardisia gambleana
- Ardisia gamblei
- Ardisia garcinifolia
- Ardisia gardneri
- Ardisia garubahaya
- Ardisia geissanthoides
- Ardisia generalensis
- Ardisia geniculata
- Ardisia gigantea
- Ardisia gigantifolia
- Ardisia gjellerupii
- Ardisia glanduligera
- Ardisia glandulosomarginata
- Ardisia glauciflora
- Ardisia glomeriflora
- Ardisia goodenoughii
- Ardisia gordonii
- Ardisia gorgonae
- Ardisia gracilenta
- Ardisia graciliflora
- Ardisia gracilipes
- Ardisia gracillima
- Ardisia granatensis
- Ardisia grandifolia
- Ardisia griffithii
- Ardisia grisebachiana
- Ardisia guanacastensis
- Ardisia guatemalensis
- Ardisia guianensis
- Ardisia guinealensis
- Ardisia guttata
- Ardisia hagenii
- Ardisia hallei
- Ardisia hammelii
- Ardisia hanceana
- Ardisia handroi
- Ardisia harmandii
- Ardisia harrisiana
- Ardisia hatoana
- Ardisia helferiana
- Ardisia herbert-smithii
- Ardisia herrerana
- Ardisia heterotricha
- Ardisia hintonii
- Ardisia hokouensis
- Ardisia hornitoana
- Ardisia hosei
- Ardisia huallagae
- Ardisia hugonensis
- Ardisia hulletii
- Ardisia humilis
- Ardisia hyalina
- Ardisia hylandii
- Ardisia hymenandroides
- Ardisia hypargyrea
- Ardisia ibaguensis
- Ardisia icara
- Ardisia illicioides
- Ardisia ilocana
- Ardisia imperialis
- Ardisia impressa
- Ardisia insignis
- Ardisia integra
- Ardisia interjacens
- Ardisia intibucana
- Ardisia involucrata
- Ardisia ionantha
- Ardisia iwahigensis
- Ardisia ixcanensis
- Ardisia ixorifolia
- Ardisia jaliscensis
- Ardisia jamaicensis
- Ardisia japonica
- Ardisia javanica
- Ardisia jefeana
- Ardisia junghuhniana
- Ardisia kachinensis
- Ardisia kainantuensis
- Ardisia kajumarina
- Ardisia karwinskyana
- Ardisia keenanii
- Ardisia keithleyi
- Ardisia kennedyae
- Ardisia kerrii
- Ardisia khasiana
- Ardisia killipii
- Ardisia kivuensis
- Ardisia knappii
- Ardisia korthalsiana
- Ardisia kostermansii
- Ardisia koupensis
- Ardisia kunstleri
- Ardisia kurzii
- Ardisia laciniata
- Ardisia laevigata
- Ardisia lajana
- Ardisia lamdongensis
- Ardisia lammersiana
- Ardisia lamponga
- Ardisia lancifolia
- Ardisia lankaensis
- Ardisia lankawiensis
- Ardisia lauracea
- Ardisia lauriformis
- Ardisia lauterbachii
- Ardisia laxa
- Ardisia laxiflora
- Ardisia lecomtei
- Ardisia ledermannii
- Ardisia lepidotula
- Ardisia leptalea
- Ardisia letestui
- Ardisia lethomasiae
- Ardisia letouzeyi
- Ardisia leucocarpa
- Ardisia leuserensis
- Ardisia lewisii
- Ardisia leytensis
- Ardisia liebmannii
- Ardisia liesneri
- Ardisia lindenii
- Ardisia lindleyana
- Ardisia lingula
- Ardisia lisowskii
- Ardisia livida
- Ardisia loheri
- Ardisia longipedicellata
- Ardisia longipetiolata
- Ardisia loretensis
- Ardisia loureiroana
- Ardisia lucida
- Ardisia lucidula
- Ardisia lundelliana
- Ardisia luquillensis
- Ardisia lurida
- Ardisia lustrata
- Ardisia macgregorii
- Ardisia maclurei
- Ardisia macrocalyx
- Ardisia macrocarpa
- Ardisia macrophylla
- Ardisia macrosepala
- Ardisia maculosa
- Ardisia maehongsonia
- Ardisia maestrensis
- Ardisia magdalenae
- Ardisia magnifica
- Ardisia malipoensis
- Ardisia malouiana
- Ardisia mameyensis
- Ardisia mamillata
- Ardisia manglillo
- Ardisia manitzii
- Ardisia marcellanum
- Ardisia marginata
- Ardisia marojejyensis
- Ardisia martinensis
- Ardisia mawaiensis
- Ardisia maxima
- Ardisia maxonii
- Ardisia mayana
- Ardisia mayumbensis
- Ardisia mcphersonii
- Ardisia megalocarpa
- Ardisia meghalayensis
- Ardisia megistophylla
- Ardisia megistosepala
- Ardisia meijeri
- Ardisia melastomoides
- Ardisia meonobotrys
- Ardisia merjimah
- Ardisia merrillii
- Ardisia mesoamericana
- Ardisia metensis
- Ardisia mexicana
- Ardisia meziana
- Ardisia mezii
- Ardisia micranthera
- Ardisia microsoropsis
- Ardisia mildbraedii
- Ardisia milneensis
- Ardisia mindanaensis
- Ardisia minor
- Ardisia minutiflora
- Ardisia miqueliana
- Ardisia mirabilis
- Ardisia mirandae
- Ardisia missionis
- Ardisia mjoebergii
- Ardisia mogotensis
- Ardisia monilipila
- Ardisia monsalveae
- Ardisia montana
- Ardisia monteverdeana
- Ardisia monticola
- Ardisia moonii
- Ardisia morobeensis
- Ardisia morotaiensis
- Ardisia multipunctata
- Ardisia muluensis
- Ardisia murphyae
- Ardisia murtonii
- Ardisia myriosticta
- Ardisia myrsinoides
- Ardisia nagelii
- Ardisia nana
- Ardisia neei
- Ardisia neglecta
- Ardisia nervosa
- Ardisia nervosissima
- Ardisia nevermannii
- Ardisia nhatrangensis
- Ardisia niambiensis
- Ardisia nigrescens
- Ardisia nigrita
- Ardisia nigromaculata
- Ardisia nigropilosa
- Ardisia nigropunctata
- Ardisia nigrovirens
- Ardisia novitensis
- Ardisia nurii
- Ardisia oaxacana
- Ardisia obovata
- Ardisia obovatifolia
- Ardisia obscurinervia
- Ardisia obtusa
- Ardisia ochracea
- Ardisia odontophylla
- Ardisia olivacea
- Ardisia omalocarpa
- Ardisia omissa
- Ardisia oocarpa
- Ardisia opaca
- Ardisia opegrapha
- Ardisia ophirensis
- Ardisia ordinata
- Ardisia oreophila
- Ardisia ototomoensis
- Ardisia oxyphylla
- Ardisia pachyrrhachis
- Ardisia pachysandra
- Ardisia palawanensis
- Ardisia pallidiflora
- Ardisia palmana
- Ardisia palustris
- Ardisia panamensis
- Ardisia paniculata
- Ardisia panurensis
- Ardisia paradoxa
- Ardisia parvidenticulata
- Ardisia parviflora
- Ardisia parvipunctata
- Ardisia paschalis
- Ardisia pauciflora
- Ardisia paupera
- Ardisia pedalis
- Ardisia pedunculata
- Ardisia pedunculosa
- Ardisia pellucida
- Ardisia penduliflora
- Ardisia pentaglossa
- Ardisia pergracilis
- Ardisia perissa
- Ardisia perreticulata
- Ardisia perrottetiana
- Ardisia petelotii
- Ardisia petenensis
- Ardisia petila
- Ardisia petocalyx
- Ardisia phaeoneura
- Ardisia picardae
- Ardisia pichinchana
- Ardisia pierreana
- Ardisia pilosa
- Ardisia pingbienensis
- Ardisia pitardii
- Ardisia pleurobotrya
- Ardisia pluriflora
- Ardisia pluvialis
- Ardisia poilanei
- Ardisia polyactis
- Ardisia polycephala
- Ardisia polygama
- Ardisia polylepis
- Ardisia polysticta
- Ardisia popayanensis
- Ardisia poranthera
- Ardisia porifera
- Ardisia porosa
- Ardisia praetervisa
- Ardisia premnifolia
- Ardisia premontana
- Ardisia primulifolia
- Ardisia principis
- Ardisia prionota
- Ardisia procera
- Ardisia prolifera
- Ardisia prunifolia
- Ardisia pseudocuspidata
- Ardisia pseudoracemiflora
- Ardisia psychotriiphylla
- Ardisia pterocaulis
- Ardisia puberula
- Ardisia pubicalyx
- Ardisia pubivenula
- Ardisia pulchella
- Ardisia pulchra
- Ardisia pulverulenta
- Ardisia pulvinulata
- Ardisia punicea
- Ardisia purpurea
- Ardisia purpureovillosa
- Ardisia purseglovei
- Ardisia pusilla
- Ardisia pustulata
- Ardisia pygmaea
- Ardisia pyramidalis
- Ardisia pyrsocoma
- Ardisia quangnamensis
- Ardisia quinquangularis
- Ardisia quinquegona
- Ardisia racemibunda
- Ardisia racemigera
- Ardisia racemosopaniculata
- Ardisia ramondiiformis
- Ardisia rapaneifolia
- Ardisia rarescens
- Ardisia raveniana
- Ardisia ravida
- Ardisia recliniflora
- Ardisia recurvata
- Ardisia reflexiflora
- Ardisia replicata
- Ardisia retinervia
- Ardisia retroflexa
- Ardisia revoluta
- Ardisia reynosoi
- Ardisia rhodochroa
- Ardisia rhomboidea
- Ardisia rhynchophylla
- Ardisia ridleyi
- Ardisia ridsdalei
- Ardisia rigida
- Ardisia rimiformis
- Ardisia riomonteana
- Ardisia rivularis
- Ardisia romanii
- Ardisia romeroi
- Ardisia rosea
- Ardisia roseiflora
- Ardisia rubescens
- Ardisia rubicunda
- Ardisia rubiginosa
- Ardisia rubricaulis
- Ardisia rubroglandulosa
- Ardisia rudis
- Ardisia ruedae
- Ardisia rufidula
- Ardisia russellii
- Ardisia ruthiae
- Ardisia sadebeckiana
- Ardisia sadirioides
- Ardisia sagoensis
- Ardisia saligna
- Ardisia samalana
- Ardisia samarensis
- Ardisia sanguinolenta
- Ardisia sanmartensis
- Ardisia sapida
- Ardisia sapoana
- Ardisia sarawakensis
- Ardisia sauraujifolia
- Ardisia scabrida
- Ardisia scalarinervis
- Ardisia scalaris
- Ardisia scheryi
- Ardisia schippii
- Ardisia schlechteri
- Ardisia schlimii
- Ardisia schultzei
- Ardisia scortechinii
- Ardisia semicrenata
- Ardisia seranoana
- Ardisia serrata
- Ardisia sessilifolia
- Ardisia sessilis
- Ardisia shweliensis
- Ardisia sicula
- Ardisia sideromalla
- Ardisia sieboldii
- Ardisia sigillata
- Ardisia silvestris
- Ardisia singularis
- Ardisia sinuata
- Ardisia smaragdina
- Ardisia smurfitana
- Ardisia solida
- Ardisia sonchifolia
- Ardisia sorogensis
- Ardisia spanoghei
- Ardisia sphenobasis
- Ardisia spiciformis
- Ardisia spilota
- Ardisia splendens
- Ardisia spruceana
- Ardisia squamulosa
- Ardisia squarrosa
- Ardisia staminosa
- Ardisia standleyana
- Ardisia standleyi
- Ardisia staudtii
- Ardisia steinii
- Ardisia stichantha
- Ardisia stipitata
- Ardisia stonei
- Ardisia storkii
- Ardisia subcrenulata
- Ardisia sublepidota
- Ardisia suboppositifolia
- Ardisia subpilosa
- Ardisia subsessilifolia
- Ardisia subtilis
- Ardisia subverticillata
- Ardisia sulcata
- Ardisia sumatrana
- Ardisia symplocifolia
- Ardisia tacanensis
- Ardisia tacarcunana
- Ardisia tahanica
- Ardisia talamancensis
- Ardisia tanycardia
- Ardisia tarariae
- Ardisia tayabensis
- Ardisia taytayensis
- Ardisia tenuicaulis
- Ardisia tenuis
- Ardisia ternatensis
- Ardisia tetramera
- Ardisia tetrasepala
- Ardisia teysmanniana
- Ardisia theifolia
- Ardisia thomsonii
- Ardisia thyrsiflora
- Ardisia tilaranensis
- Ardisia tinctoria
- Ardisia tinifolia
- Ardisia tomentosa
- Ardisia tonii
- Ardisia torsiva
- Ardisia tortuguerensis
- Ardisia translucida
- Ardisia trichogyne
- Ardisia trinitariae
- Ardisia tristis
- Ardisia troyana
- Ardisia tuberculata
- Ardisia tuerckheimii
- Ardisia tuirana
- Ardisia tumida
- Ardisia turbinata
- Ardisia tuxtepecana
- Ardisia tysonii
- Ardisia unguiensis
- Ardisia uniflora
- Ardisia urbanii
- Ardisia uregaensis
- Ardisia ursina
- Ardisia ustupoana
- Ardisia utleyi
- Ardisia waitakii
- Ardisia valida
- Ardisia warburgiana
- Ardisia vatteri
- Ardisia vaughanii
- Ardisia weberbaueri
- Ardisia websteri
- Ardisia wedelii
- Ardisia velutina
- Ardisia wendtii
- Ardisia venosa
- Ardisia venosissima
- Ardisia venulosa
- Ardisia venusta
- Ardisia verapazensis
- Ardisia verbascifolia
- Ardisia vernicosa
- Ardisia vesca
- Ardisia whitei
- Ardisia viburnifolia
- Ardisia vidalii
- Ardisia vietnamensis
- Ardisia wightiana
- Ardisia willisii
- Ardisia villosa
- Ardisia viminea
- Ardisia violacea
- Ardisia woodsonii
- Ardisia yatesii
- Ardisia zambalensis
- Ardisia zenkeri
- Ardisia zeylanica